# Kito Lorenc
Kito Lorenc   (Schleife, 4 de març de 1938 - Bautzen, 24 de setembre de 2017) fou un escriptor i autor de teatre alemany en sòrab, nebot de Jakub Lorenc-Zalĕski.
Kito Lorenc va assistir al Sorbian Boarding High School a Cottbus/Chóśebuz de 1952 a 1956 i va estudiar Estudis eslaus a la Universitat de Leipzig des de 1956 fins al 1961. De 1961 a 1972 va treballar a l'Institut de Recerca Popular Sòrab/Institut za serbski ludospyt a Bautzen/Budyšin. De 1972 a 1979 va treballar com a dramaturg a l'Ensamble Estatal de Cultura Popular Sòrab. Va viure com a escriptor independent a Wuischke/Wuježk bei Hochkirch/Bukecy.
Del 1961 al 1972 donà classes a Budyssin, però ho deixà per a estrenar drames com Nowe časy - nowe kwasy (Nou dia, nous casoris, 1962), Swĕtło, prawda, swobodnosć (Llum, justícia i llibertat, 1963) i diversos estudis com Terra budissinensis (1997). També ha fet estudis i representacions d'altres autors com Handrij Zejler o Mina Witkojc.

## Obra
L'extensa obra de Kito Lorenc inclou no només obres literàries, sinó també treballs editorials, traduccions i escrits científics. Va publicar al llarg de la seva vida en sòrab i alemany. El volum "Nowe časy – nowe kwasy" es va publicar per primera vegada el 1961, que conté principalment poemes dels seus temps d'estudiant. En 1967 va presentar la seva Banda “Struga. Wobrazy našeje krajiny. Pictures of a Landscape", que imprimeix versions en alt sòrab i alemany dels poemes recollits una al costat de l'altre, precedeix l'assaig programàtic "Struga - konfesija"/"Struga - una confessió".